# PSE問題

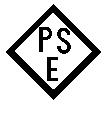
特定PSE

特定以外PSE

PSE問題（ピーエスイーもんだい）とは、日本の電気用品安全法に基づく表示（PSEマーク）がついていない電気用品の販売を認めないことにより生じた問題である。
旧来の電気用品取締法（電取法）が改正、改題され、電気用品安全法（電安法）として、2001年（平成13年）4月1日に改正施行された。製造事業者や輸入事業者の自主性を促すために手続を大幅に緩和する改正であったが、同法第27条は『PSEマークが付されていない中古電気用品の販売をも規制するもの』との解釈も可能なものであった。新法移行のための猶予期間切れが直近に迫った2005年末から2006年初頭にかけて、経済産業省が突如として中古品も販売規制の対象となるとの解釈を打ち出したため、これに対して、消費者や中古品販売業者などが反対運動を展開、社会問題化した。
これを受けて経済産業省は、2006年3月24日に至り、PSEマークがついていない電気用品の販売を事実上容認する方針を表明。その後、2007年12月21日より施行された改正電気用品安全法により、旧電取法上の表示をもってPSEマークとみなされることとなり、旧電取法上の表示が付されている電気用品の販売が法律上も合法化された。
ただし本件の場合、法律の改正・改題に伴う具体的な被害実例や影響例の明確な解析などの出典が明らかにされる前に、社会問題化した。

## 猶予期間
電取法から電安法への移行に際し、製造・輸入の事業者および製造・輸入事業者の販売に対して下記の猶予期間が設けられた。

「電取法型式製品の製造・輸入猶予期間」及び「電取法表示製品の販売猶予期間」と後述されているが、そもそも猶予期間とは、旧法から新法への経過措置の意味合いであり、出典が明らかにされないまま区別して後述されるには議論が必要である。

### 電取法型式製品の製造・輸入猶予期間
本法律の施行に伴い、PSEマーク表示にすぐ切り替えられない（工場設備などの問題で）製造事業者、および輸入事業者に対して、対応までの猶予期間が設けられた。この猶予期間中であるならば、電気用品を経産省の製造認可を前提として、旧マークのまま製造し、出荷する事ができる。

### 電取法表示製品の販売猶予期間
製造または輸入販売事業者を対象として、市場の電気用品が電安法対応製品へ置換されるまで、PSE表示のない製品を製造・輸入することのできる猶予期間が設定された。猶予期間は品目ごとに異なり、およそ下記のようになっている。詳細に関しては政令・省令を参照のこと。
- 多くの製品：5年
- 一部の製品や電線など：7年
- 配線器具など：10年

なお、これは販売事業者に対する猶予期間ではないので、このことが問題発生の原因となった。

そもそもPSE表示ができるのは製造業者と輸入業者であり、販売業者でないことは条文に明記されている。

つまり、販売のみを行う販売事業者には「電取法表示製品の販売猶予期間」はこの法律には存在しない。

そもそも販売のみの事業者には届け出手続きが定められていないので、販売業者にはマーク表示がもとよりできないからである。

PSEマークが表示されているか、表示されていないかについては、製造事業者と輸入業者に責任を課すことが本来のPSE法の主旨である。

## 販売猶予期間の終了による問題
上記に基づき2006年4月1日より多くの品目について、PSE表示をされていない電気用品を製造または輸入することが違法となる。
販売事業者や消費者については、その影響度が少ないとして広報はほとんどおこなわれなかったことは事実だが、販売事業者の多くは、電気用品取締法及び電気用品安全という法律の存在自体を知らなかったことが問題を大きくした。

いくつかの販売業者からの問い合わせに対し経済産業省は「中古は関係ない」と答えていたとされているが、それら問い合わせに対する回答内容の詳細の記録はなく伝聞のみであり、出典は明らかにされていない。
本法上には古物に関する条文は記載されていないうえ問題になる以前は経済産業省でも中古品にも法律を適用するかわからないといった状況であり、問い合わせ等に対しても同省は曖昧な回答をしていたとされるが、それら問い合わせに対する回答内容の詳細の記録はなく伝聞のみであり、出典は明らかにされていない。
個人間の売買に関しての問題はないとしているが、取引の量が多い場合（ネットオークションでの大量出品、繰り返しの販売など）には事業であるとして規制の対象とされた。
しかし、電気用品（品目に該当する電気製品）にPSE表示がないと転売が不可能であるため、PSE表示無しの電気用品は価値がゼロになるかもしれないという懸念が高まった。
なお、中小企業に至っては、規制対象になる電気用品を修理さえ出来なくなり、新しい機械に買い換えるだけの余裕も無い所が多く、これが原因で企業倒産が続出しかねない、「ビンボー人はテレビを見るな？という法律か？」と掲示しながら、PSE反対のデモにまで発展した。
同様に、お金の無い無医村が中古の医療機器を購入できないのではないか、と考えられた。
　また、事業としての取引を禁じているのに対して個人間の取引は問題ないとしている点はどうなのか、近年高まっている、過剰な消費への抑制意識や、リサイクルを取り込んだ環境循環の意識に水を差すのではないのか、そもそも本当に国民の安全に配慮した法律なのか、
単にPSEマークなしの電気用品を流通させたくないだけなのか、など不自然な点、疑問な点は多々あり、これが後の反対運動へと繋がる事になった。

### 再検査によるPSE表示
経済産業省は、PSE表示のない電気用品に対して新たに所定の手続きや検査などをおこなってPSE表示を追記することは可能というが、第三条解釈を直接的に従えば販売のみの事業者に届け出手続き自体を定められていなかったと誤読した人も居た。

オリジナルメーカ以外の会社が製造事業者としての手続きや検査をおこなってPSE表示を追加することも可能だが、メーカとしての手続きや検査が必要となる。

これについては一部の中古オーディオショップなどで独自に試みた他、経産省が支援に乗り出すと表明している。

なお、かねてより懸念されていた産業財産権や製造物責任などの問題については、改造や商標表示の改変などをおこなわない限り問題ないとの見解が経産省より示された。

また、PSE表示の追記を行わない製品でもレンタルや無償譲渡は適法である為、それらの製品に「価値残存年限」を設定した上で貸し出し、製品をレンタルした客へ残存年限の期限後に無償にて譲渡する業者も存在する。

販売ではないが販売に近い形態で、この方法を取れば事実上販売が可能となる。ただし貸与した製品を、返却を受けずそのまま譲渡した場合は販売とみなされる。

### 販売猶予期間の終了をめぐる反対運動

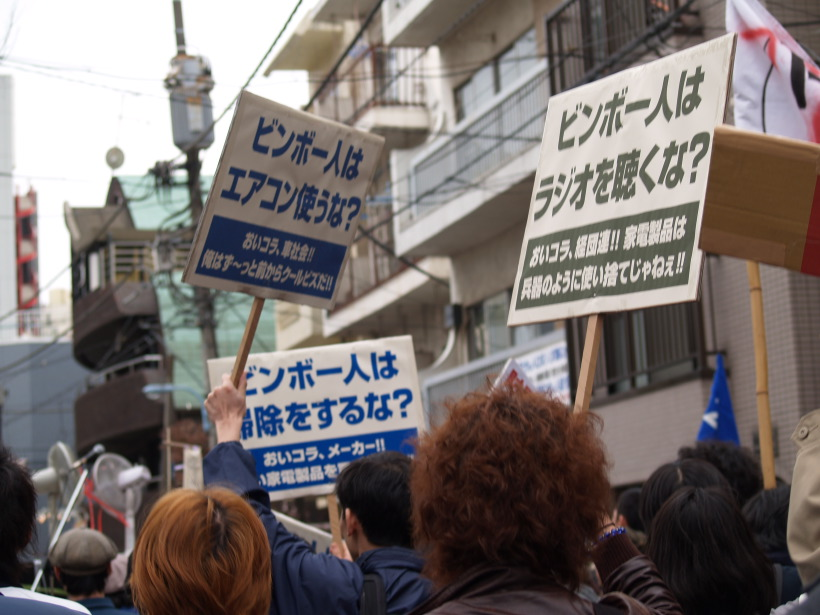
2006年3月

これらの状況を踏まえ、2001年より前に販売された高級音楽機器などが取引不可の懸念があるとして松武秀樹が発起人となり、坂本龍一ら日本の著名音楽家・約120名の呼びかけで規制緩和を求めるインターネット署名を経済産業省に提出した。
これとは別に、中古家電販売事業者や一般消費者が中心となって結成された「PSE問題を考える会」やその他の団体が東京・大阪・広島などでデモや街頭署名を実施している。
また、経済産業省消費経済部長のブログに批判が殺到、炎上し閉鎖されるという事件も発生した。
　批判の声は政権与党の自民党にも向かい、自民党東京都支部の掲示板にはPSE問題に関する批判の書き込みが殺到した。PSE問題関連のスレッドは、たびたび削除され、特に「父の経営するリサイクルショップが廃業に追い込まれる」と窮状を訴えた女子中学生の書き込みも削除された。上記の理由から、掲示板運営にも批判が集まり、同掲示板は一時閉鎖に追い込まれた。

### 本法の施行に対する国会・地方自治体の動向
国会では、塩川鉄也（日本共産党）や川内博史（民主党）らが審議で法律の問題点を指摘した。民主党内では「PSE法議員懇談会」（荒井聰会長）が結成され、同懇談会では議員立法による法律の改正を目指すとしていた。
　また、地方自治体では、千葉県松戸市長が県市長会などと連名で経済産業大臣に対し、要望書を提出し、本法の施行には環境や市民生活への重大な懸念が残ると指摘した。
　また、東京都港区では区議会が全会一致で本法の施行延期を求める決議を採択した。
　京都市では市議会に港区と同趣旨の意見書が民主党より提出され共産党・無所属が同調したが、公明党提出の意見書に自由民主党が同調し、本法の円滑な施行を求める趣旨の公明党意見書が賛成多数で採択されている。
　4月1日の猶予期間終了以降では、岩手県議会が6月の定例議会で県中古品業連合会より提出された「PSE法の実施運用に関する請願」を採択し、経済産業大臣等に意見書を提出している。青森県では、本法施行後の4月6日にPSEマークを付けて販売しなければならない冷蔵庫をオークションで販売している。

### 経済産業省の対策
2006年3月14日、経済産業省は4月1日の販売猶予期間の終了を控え、以下の対策を発表した。
ビンテージものの電子楽器や音響機器、写真関係機器については、以下の要件を満たす場合は簡単な手続きで売買ができるようにする。
1. 電気楽器、電子楽器、音響機器、写真焼付器、写真引伸機、写真引伸用ランプハウス又は映写機のいずれかであること。
2. 既に生産が終了しており、他の電気用品により代替することができないものであって、かつ、希少価値が高いと認められるものであること。
3. 旧法（電気用品取締法）に基づく表示等があるものであること。
4. 当該電気用品の取扱いに慣れた者に対して国内で販売するものであること。

しかし、この対応を発表してもなお、次のような批判が各方面から噴出した。
- 判定基準が明確でない。
- そんなに簡単に方針を変えられるような法律なのならば、法律自体の意義がないのではないか。
- 実際の取締りを行う警察など、各省庁への周知が不足している。
- 各企業の保有する対象機器の財産評価の低下により、金融機関による貸し剥がし、企業倒産、税収の減少を招く。
- 中古店によっては、すでに安売りによる在庫処分をしたり、閉店をしてしまっているところもあり、手遅れである。
- PSEマークの有無で漏電などの危険性の大小は決せられず、理不尽である。
- 憲法上の財産権の侵害にあたる。

また、経済産業省は実際に3月30日付けで希少価値の高い中古電気楽器について、PSEマークがなくても販売することが可能な電気用品のリストを公表したのだが、その中には現行品であったり、当時新品で5000円程度で購入できるようなビンテージには程遠い製品、果ては乾電池で動作するためPSE法とは全く関係のない製品まで混じっているようなお粗末なものであった。
この件については後に「時間がなかったため、リサイクルショップから渡されたリストをそのまま公表してしまった。」と釈明している。

### 経済産業省の再方針転換
多くの批判を受け、経済産業省は3月24日、PSE表示のない商品も事実上容認するとの方針を猶予期間満了寸前で発表した。形式上は「レンタル」だが、実質上は「売買」という先述した脱法的な手段を容認するというものであった。
　猶予期間満了直前に二転三転する行政の対応へ批判が集中したが、この方針転換により、4月以降も継続してPSEマークがない電気用品の販売が事実上可能となった。

### 本庄孝志大臣官房審議官の公式謝罪
経済産業省大臣官房審議官本庄孝志は2007年7月17日、都内で開いた中古事業者との意見交換会の席上、中古電気製品の販売をめぐり混乱が起きた電気用品安全法について、一連の混乱が同法をめぐるミスにあったことを認め、「立法時と本格施行時にそれぞれミスをしてしまった。多くの事業者に迷惑をかけたことを深くお詫びする」と謝罪した。
　本庄は、「1999年に法律を制定した当時は中古品マーケットがそれほど大きくなかったため、中古品を念頭に置かずに立法してしまった。これが失敗の出発点。もっと早くから問題に気づいて調査していればよかったのだが、2001年の施行から2006年の猶予期間切れまでの5年の間に、経産省の担当者もどんどん変わり、引き継ぎもできないまま2006年に大きな問題として浮上した。
　1999年の立法当時の判断ミスと、昨年はじめの判断ミス、2重のミスだった」とし、「PSE法をめぐる混乱で、店舗も従業員も財産も失った。損害を賠償してほしい」という中古事業者からの声については「償いができるなら、方法は検討したい」と発言した。
9月11日、経済産業省は混乱を招いたことを理由に、法律策定に関わった商務流通審議官望月晴文、電力技術課長薦田康久、製品安全課長平岡英治ら当時の管理職5人を厳重注意処分を下したことを発表した。

## 電気用品安全法の改正（2007年）
2007年12月21日に施行された改正電気用品安全法により、旧電取法上に基づく表示をもって電気用品安全法上の表示（PSEマーク）とみなされることとなった（同法附則第六条）。これにより、旧電取法上の表示がされている電気用品であれば、事業者が販売できることが法律上明確となった。
旧電取法上の表示がされていない電気用品は依然として販売が禁止されるが、そのうちの電気楽器等のビンテージ品に関しては、経済産業大臣に申請して承認を受けることで販売が許可される制度（特別承認制度）により部分的にカバーされる。